# 進賢增九
室女座25，又名BD-05 3535，HD 109704、SAO 138873、HR 4799，是室女座的一颗恒星，视星等为5.87，位于銀經296.26，銀緯56.85，其B1900.0坐标为赤經12h 31m 38.2s，赤緯-5° 56.85′ 51″。